# Јукон
Јукон (енгл. Yukon, фр. Yukon), једна је од три канадских територија. Заједно са покрајином Британском Колумбијом чини канадски пацифички појас. Налази се на крајњем северозападу државе.

## Географија
Територија има приближно облик правоуглог троугла површине 482,443 km². Слабо насељена територија. Број становника је 33.897 (густина становништва је 0,07/km²). Главни град, Вајтхорс, је уједно и највећи град у коме живи три четвртине становништва Јукона. Други по величини је Досон који је иначе био главни град до 1952. Најзначајнија река је Јукон, што на језику гвич'ин значи велика река, по њој је територија и добила име. Јукон се граничи са Аљаском, Северозападним територијама и Британском Колумбијом. На северу има излаз на Бофорово море. Њена источна граница је вододелница Јуконског и Макензијевог слива. Највећи део територије је у сливу реке Јукон. Јужни Јукон је прошаран великим бројем језера. Већа језера су :
- Тезлин (енгл. Teslin Lake)
- Атлин (енгл. Atlin Lake)
- Тагиш (енгл. Tagish Lake)
- Марш
- Леберж (енгл. Lake Laberge)
- Кусава(енгл. Kusawa Lake)
- Клуан (енгл. Kluane Lake)

На територији Јукона налази се Маунт Логан 5.959 м. други по величини врх на северноамеричком континенту.

## Клима
Већи део Јукона има субполарну климу , коју карактеришу дуге хладне зиме и кратка лета. Далеко на северу, уз обалу Бофоровог мора и у планинским пределима је поларна клима. због тога већина становништва живи у долинама реке у јужном делу. Чак и у тим областима просечне јануарске температуре су од -11 °C до -30 °C, а често падају и ниже. Јулска температура је око 20 °C. Просечно је годишње 75 дана без мраза, али датум почетак првих мразева и јаких зима је непредвидив, зависи од тога које ће ваздушне масе превладати; хладне са Арктика или топлије са северног Пацифика.

## Флора
Шуме покривају 48% територије. На северу је углавном тундра. Јужније, блаже температуре дозвољавају раст шума, нарочито у долинама река и на падинама планина испод 1.200 м. Шуме су углавном четинарске у којима доминира Бела смрека. Само шуме на крајњем југу су комерцијалне. Оне се секу да би задовољиле локалне потребе. Користе се за дрвену грађу и огрев.

## Фауна
Јукон обилује дивљим животињама као што су Лос, Карибу, јелени, црни и браон медведи, гризли и вукови . Многе птице задржавају се током кратког лета на територији Јукона ради размножавања. Ту спадају дивље гуске, лабудови, патке и бројне барске птице. Јуконске реке су богате рибама; липљен, штука, пастрмке, лосос...

## Привреда
Одувек је рударство главна индустријска грана Јукона. Значајна налазишта оловоа, цинка, сребра, злата, азбеста и бакра. Јукон, заиста дугује свој настанак чувеној златној грозници из 1890. године. Након куповине земље од Компаније Хадсоновог залива 1870. године, Канадска влада је 1898. поделила Северозападну Територију и створила локалну самоуправу, због прилива великог броја људи у потрази за златом. Хиљаде авантуриста у потрази за златом испунило је ову област што су забележили у својим књигама писци Роберт Вилијам Сервис (енгл. Robert W. Service) и Џек Лондон (енгл. Jack London). Сећање на тај период, прелепи нетакнути предели, као и могућност рекреације на отвореном чине да је туризам друга најважнија економска грана.
Значајни удео у економији имају и производња намештаја, одеће, занатство, производња хидроенергије. Традиционална индустријска грана, лов и риболов је у значајном опадању.
Данас, јавни сектор запошљава највише људи, директно запошљава 5.000 од 12.500 радника.

## Становништво
| 1996.  | 2001.  | 2006.  | 2011.  | 2016.  |
| ------ | ------ | ------ | ------ | ------ |
| 30.766 | 28.674 | 30.372 | 33.897 | 35.874 |